# Maria Jesús Viguera Molins
Maria Jesús Viguera Molins (Ferrol, 10 de febrer de 1945) és una filòloga i historiadora gallega, acadèmica de la Reial Acadèmia de la Història.

## Biografia
El 1968 es va llicenciar filologia semítica a la Universitat Complutense de Madrid amb Premi Extraordinari, on també s'hi va doctorar amb premi extraordinari el 1973 amb una tesi sobre història del Magrib al segle xiv, dirigida per Fernando de la Granja Santamaría.
Ha treballat com a professora a la Universitat Autònoma de Madrid i a la Universitat de Saragossa, i ha estat professora visitant a les universitat d'Evora, Lisboa, Fes, Casablanca, Emirats Àrabs, Nantes i Lió. Des de 1983 és catedràtica d'Estudis Àrabs i Islàmics en la Universitat Complutense de Madrid.
La seva línia d'investigació se centra en la història d'Al Andalus, la historiografia i els contextos de l'arabisme espanyol i la història dels manuscrits àrabs a Espanya. Dirigeix la revista Hesperia. Culturas del Mediterráneo i Co-dirigeix la col·lecció Horizontes de al-Andalus. Des de 1990 és acadèmica corresponent de l'Acadèmia de Bones Lletres de Barcelona i des de 1994 de la Real Academia de Córdoba, de Ciencias, Bellas Letras y Nobles Artes. Ha estat becària de la Fundació Juan March. En gener de 2015 fou nomenada acadèmica de la Reial Acadèmia de la Història.

## Obres
Ha publicat 55 entre llibres, edicions, traduccions i obres col·lectives. Ha estat coordinadora i coautora de quatre volums (sobre Taifes, Almoràvits, Almohades i Nassarites) de la Historia de España Menéndez Pidal. També ha escrit 257 articles científics, capítols de llibres i articles a l'Encyclopaedia of Islam i el Diccionario Biográfico de Historia de España.
- De las taifas al reino de Granada: Al-Andalus, siglos XI-XV, Temas de hoy, 1995. ISBN 84-7679-285-9
- Los reinos de taifas y las invasiones magrebíes: (Al-Andalus del XI al XIII), Barcelona : RBA, 2006